# Daniel Silva (escritor)
Daniel Silva, (1960) é um autor norte-americano de romances de espionagem, sendo alguns deles bestsellers.

## Biografia
Daniel Silva é filho de pais açorianos emigrantes no Michigan e passou a infância entre Detroit e a California.
Daniel Silva foi produtor executivo da programação da CNN em Washington e em 1987 foi nomeado correspondente no Médio Oriente, no Cairo. Viajou muito por toda a região, cobriu a Guerra Irão-Iraque, o terrorismo e os diversos conflitos políticos na região.
Escreveu vários bestsellers que alcançaram o topo da lista semanal de ficção do New York Times, sendo meros exemplos Moscow Rules que em 2008 entrou directamente para o primeiro lugar (e onde ficaria por mais uma semana),
ou The Defector, que repetiria o acesso ao topo no ano seguinte, tal como aconteceu a The Rembrandt Affair em 2010.
Em 2011 surgiu a notícia que a Universal Pictures tinha adquirido os direitos da série de livros protagonizada por Gabriel Allon, contando com Jeff Zucker como produtor. Este estúdio cinematográfico já tinha, em 2007, tentado adaptar para o grande ecrã o livro The Messenger mas o projecto não se materializou.

## Vida Pessoal
Daniel conheceu Jamie Gangel, uma correspondente da CNN, quando eles estavam trabalhando no Oriente Médio. Eles se casaram e ele se converteu ao judaísmo, religião da sua esposa.
Eles são pais dos gêmeos Nicholas e Lily. As crianças sempre o acompanham nas suas viagens para escrever seus livros.

## Obras
| Ano  | Título original  | Título em Portugal  | Título no Brasil |
| ---- | ---------------- | ------------------- | ---------------- |
| 1996 | The Unlikely Spy | O Espião Improvável |                  |

### Série protagonizada por Michael Osbourne
| Ano  | Título original          | Título em Portugal   | Título no Brasil        |
| ---- | ------------------------ | -------------------- | ----------------------- |
| 1998 | The Mark of the Assassin | A Marca do Assassino | A Marca do Assassino    |
| 1999 | The Marching Season      | A Marcha             | A Temporada das Marchas |

### Série protagonizada por Gabriel Allon
| Ano  | Título original              | Título em Portugal          | Título no Brasil                   |
| ---- | ---------------------------- | --------------------------- | ---------------------------------- |
| 2000 | The Kill Artist              | O Artista da Morte          | O Artista da Morte                 |
| 2002 | The English Assassin         | O Assassino Inglês          |                                    |
| 2003 | The Confessor                | O Confessor                 |                                    |
| 2004 | A Death in Vienna            | Morte em Viena              |                                    |
| 2005 | Prince of Fire               | Prince of Fire              |                                    |
| 2006 | The Messenger                | A Mensageira                | A Infiltrada                       |
| 2007 | The Secret Servant           | O Criado Secreto            | O Aliado Oculto                    |
| 2008 | Moscow Rules                 | As Regras de Moscovo        | As Regras de Moscou                |
| 2009 | The Defector                 | O Desertor                  | O Desertor                         |
| 2010 | The Rembrandt Affair         | O Caso Rembrandt            | O Caso Rembrandt                   |
| 2011 | Portrait of a Spy            | Retrato de uma Espia        | Retrato de uma Espiã               |
| 2012 | The Fallen Angel             | O Anjo Caído                | Anjo Caído                         |
| 2013 | The English Girl             | A Rapariga Inglesa          | A Garota Inglesa                   |
| 2014 | The Heist                    | O Assalto                   | O Caso Caravaggio                  |
| 2015 | The English Spy              | O Espião Inglês             | O Espião Inglês                    |
| 2016 | The Black Widow              | A Viúva Negra               |                                    |
| 2017 | House of Spies               | Casa de Espiões             |                                    |
| 2018 | The Other Woman              | A Outra Mulher              | A Outra Mulher                     |
| 2019 | The New Girl                 | A Rapariga Nova             | A Herdeira                         |
| 2020 | The Order                    | A Ordem                     | A Ordem                            |
| 2021 | The Cellist                  | A Violoncelista             | A Violoncelista                    |
| 2022 | Portrait of an Unknown Woman | Retrato de uma Desconhecida | Retrato de uma Mulher Desconhecida |
| 2024 | The Collector                | O Colecionador              | O Colecionador                     |
| 2025 | A Death in Cornwall          |                             | Morte na Cornualha                 |